# Rosamond Lehmann
Rosamond Nina Lehmann (Bourne End, 1901 – Londra, 12 marzo 1990) è stata una scrittrice britannica.

## Biografia
Rosamond Lehmann era la seconda di quattro figli di Rudolph Chambers Lehmann e di Alice Mary Davis. Il padre era un parlamentare liberale, fondatore della rivista "Granta" e caporedattore del Daily News. Le sue sorelle erano Helen Chambers Lehmann (1899–1985) e Beatrix Lehmann (1903–1979). Suo fratello era John Lehmann (1907–1989), scrittore ed editore.
Nel 1919 entrò al Girton College, presso l'Università di Cambridge, per studiare Letteratura Inglese. In quegli anni cominciò a frequentare il Gruppo Bloomsbury. Nel 1923 sposò Walter Leslie Runciman (2° visconte Runciman di Doxford). Il matrimonio fu infelice e la coppia si separò nel 1927, per divorziare un anno dopo.
Nel 1927, Rosamond Lehmann pubblicò il suo primo romanzo, Dusty Answer, che suscitò grande scalpore, e anche scandalo. Nel 1928 sposò Wogan Philipps (2º Barone Milford), con cui ebbe due figli Hugo e Sarah (Sally). Il matrimonio durò pochi anni e terminò con la partenza del marito per la Guerra civile spagnola.
Nel corso degli anni la scrittrice pubblicò i suoi romanzi: A note in music (1930), Invitation to the Waltz (1932), The Weather in the Streets (1932), The Ballad and the Source (1944), The Echoing Grove (1953). Inoltre scrisse la commedia in tre atti, No more music (1939).
Durante la Seconda guerra mondiale Rosamond Lehmann collaborò con il periodico New Writing, pubblicato dal fratello John. Dal 1941 al 1950 ebbe una relazione con il poeta Cecil Day Lewis. Durante quel periodo pubblicò una raccolta di racconti, The Gipsy's Baby & Other Stories (1946). Si dedicò anche alla traduzione di due romanzi francesi: Genevieve di Jacques Lemarchand (1948) e, pochi anni dopo, I ragazzi terribili di Jean Cocteau (1955).
Un evento drammatico, nel 1958, fu la morte della figlia Sally a causa di una poliomielite. La difficile elaborazione di questo lutto fu raccontata in parte nell'autobiografia, The Swan in the evening, Fragments of an inner life (1967) e offrì spunti per l'ultimo romanzo A Sea Grape Tree (1976)
Nel 1982 Rosamond Lehmann fu insignita dell'onorificenza di Commendatore dell'Ordine dell'Impero Britannico. In un album fotografico (Rosamond Lehmann's Album, 1985) raccolse i ritratti dei suoi amici, fra cui alcuni dei protagonisti del Gruppo Bloomsbury, come Leonard e Virginia Woolf, Dora Carrington e Lytton Strachey.

## Opere
- Risposte nella polvere, (Dusty Answer) traduzione di Maria Luisa Agosti Castellani, introduzione di Jonathan Coe, postfazione di Anna Nadotti, Torino, Einaudi, 2014
- Una nota in musica, Milano, A. Mondadori, 1959
- Invito al valzer, (Invitation to the Waltz) Milano, A. Mondadori, 1956
- Tempo d'amore, (Time for Love) traduzione di Enrico Piceni, Milano, A. Mondadori, 1992
- (EN)  No More Music, A Play in Three Acts, Collins, 1939
- (EN)  The ballad and the source, with a new introduction by Janet Watts, London, Virago, 1982
- Le ragazze dai capelli rossi, a cura di Giovanni Luciani, Milano, La tartaruga, 1993
- Quando sarà l'ora : romanzo, Milano, A. Mondadori, 1958
- (EN)  The Swan in the Evening: Fragments of an Inner Life (non-fiction), London, Virago, 1982
- (EN)  A Sea-Grape Tree, Virago Modern Classics, London, 1982
- (EN)  Moments of Truth (anthology, non-fiction), London, Light Publishing, 1986
- (EN)  Orion: a miscellany, edited by C. Day Lewis, D. Kilham Roberts, Rosamund Lehman, London, Nicholson & Watson, 1946

## Biografie
- (EN)  Selina Hastings, Rosamond Lehmann: A Life, London, Chatto & Windus, 2002
- (EN)  Wendy Pollard, Rosamond Lehmann and Her Critics: the Vagaries of Literary Reception, Aldershot, Ashgate Pub Ltd, 2004